# ريكاردو بيريز (لاعب كرة قدم)
ريكاردو بيريز (بالإسبانية: Ricardo Perez)‏ (30 مايو 1995 في المكسيك - ) هو لاعب كرة قدم مكسيكي في مركز الوسط. لعب مع كولورادو رابيدز.

## وصلات خارجية
- ريكاردو بيريز (لاعب كرة قدم) على موقع الدوري الأمريكي (الإنجليزية)
- ريكاردو بيريز (لاعب كرة قدم) على موقع قاعدة بيانات كرة القدم.إي يو (الإنجليزية)
- ريكاردو بيريز (لاعب كرة قدم) على موقع Soccerbase.com (لاعب) (الإنجليزية)
- ريكاردو بيريز (لاعب كرة قدم) على موقع Soccerway.com (الإنجليزية)
- ريكاردو بيريز (لاعب كرة قدم) على موقع عالم كرة القدم.نت (الإنجليزية)